# Wu (taal)
Wu of Wuyu (Chinees: 吴语) is een Chinese taal die wordt gesproken door ongeveer 80 miljoen sprekers in de Chinese provincies Shanghai, Zhejiang, het oosten van Anhui en zuiden van Jiangsu. Hoewel er behoorlijke verschillen zijn tussen het dialect van Shanghai en de omringende provincies is de onderlinge verstaanbaarheid redelijk. Wu wordt in Chinese karakters geschreven.
Suzhouhua is het dialect dat het Wu als standaard gebruikt en wordt daarom ook Standaardwu genoemd. Maar sommigen vinden dat Shanghainees als standaard moet gelden.
- Sino-Tibetaanse talen
  - Chinese talen
    - Wu

Veel Chinezen in Nederland en België die hun jiaxiang in Zhejiang hebben spreken thuis een dialect van het Wu.
Het Shanghainees wijkt sterk af van het Mandarijn, zowel in woordgebruik als in uitspraak. Iemand die uitsluitend Mandarijn spreekt zal een inwoner van Shanghai niet of nauwelijks kunnen begrijpen.

## Romanisatie
Wu-dialecten kunnen door middel van het Internationaal Fonetisch Alfabet of met Chinese transliteratiesystemen als het pinyin worden geromaniseerd.
Enkele verschillen 
| Wenzhouhua | Standaardmandarijn | Nederlands       |
| ---------- | ------------------ | ---------------- |
| ni huh     | ni hao             | Hoe maakt u het? |
| tseh kie   | zai jian           | Tot ziens        |
| zei zei ni | xie xie ni         | Bedankt / dank u |

## Verdeling van het Wu
Het Wu wordt verdeeld in drie subtalen:
1. Noordelijke Wu
2. Zuidelijke Wu
3. Westelijke Wu

Deze drie subtalen worden verdeeld in zes hoofddialecten:
- Noordelijke Wu: Taihuhua
- Zuidelijke Wu: Taizhouhua, Dongouhua, Wuzhouhua, Chuquhua
- Westelijke Wu: Xuanzhouhua

## enkele Wu dialecten
| Dialect                      | Shanghai | Suzhou | Wuxi   | Changzhou | Ningbo | Hangzhou | Wenzhou | Quzhou | Jiangshan | Kunshan | Qingtian |
| In het vereenvoudigd Chinees | 上海话   | 苏州话 | 無錫话 | 常州话    | 寧波话 | 杭州话   | 温州话  | 衢州话 | 江山话    | 昆山话  | 青田话   |
| Locatie                      | Shanghai | Suzhou | Wuxi   | Changzhou | Ningbo | Hangzhou | Wenzhou | Quzhou | Jiangshan | Kunshan | Qingtian |